# Ludwig Piskáček
Ludwig Piskáček (ur. 16 listopada 1854 w Karcag, zm. 18 września 1932 w Baden) – austriacki lekarz ginekolog i położnik, radca dworu (Hofrat), profesor Szkoły Położniczej (Bundeshebammenlehranstalt) i prymariusz Dolnoaustriackiej Kliniki Położniczej w Wiedniu (Niederösterreische Landesgebärklinik in Wien).

## Życiorys
Urodził się w węgierskim mieście Karcag, gdzie jego ojciec, inżynier, zatrudniony był przy budowie kolei. Jego rodzina wielokrotnie zmieniała miejsce zamieszkania w związku z zawodem ojca, między innymi mieszkali na terenie Czech i Polski. Ludwig uczęszczał do szkół w Wiedniu, Opawie i Kromieryżu. Od 1876 do 1882 studiował medycynę na Uniwersytecie Wiedeńskim, tytuł doktora medycyny otrzymał 29 lipca 1882. Od 1882 do 1884 roku odbywał staż chirurgiczny, od 1884 do 1888 był asystentem Josefa Spätha, a potem Augusta Breisky'ego w II Klinice Położniczej.
Habilitację uzyskał w 1889, a rok później został profesorem położnictwa w szkole położniczej w Linzu, a potem naczelnym lekarzem Oberösterreichishe Gebäranstalt. W 1901 roku został profesorem Wiedeńskiej Kliniki położniczej i objął przewodnictwo Niederösterreichische Gebäranstalt. W 1920 został profesorem nadzwyczajnym.
Od jego nazwiska pochodzi nazwa objawu Piskacka, będącego wczesnym objawem ciąży.

## Wybrane prace
- Placenta prævia totalis in a primipara; perforation of placenta by the accoucheur; spontaneous birth; recovery. Med. News (1886)
- Decapitation in a case of neglected shoulder presentation after efforts to perform podalic version had failed; extraction of the severed head with the James Simpson forceps; recovery. Med. News (1886)
- Placenta prævia partialis in a primipara; long-continued hemorrhage; transverse position of foetus; podalic version (Braxton Hicks) through os uteri, admitting two fingers; extraction four hours later; recovery. Med News 49, 207 (1886)
- Ueber die Tuberculose der Brustdrüse. Medizinische Jahrbücher 2, ss. 613-648 (1887)
- Zur Frage der Peritonealdrainage mit besonderer Berücksichtigung der Drainage mit Jodoformdochten. Medizinische Jahrbücher 3, ss. 7-28 (1888)
- Ein Fall von congenitalem Unterkieferfibrom; Abtragung desselben am dritten Tage post partum; Heilung. Wiener klinische Wochenschrift 1, s. 437 (1888)
- Ein zerlegbarer, doppelläufiger Uteruskatheter. Wiener klinische Wochenschrift 1, s. 323 (1888)
- Forceps in mortua; Extraction einer asphyctischen Frucht, die wiederbelebt wurde, jedoch nach 38 Stunden starb. Wiener klinische Wochenschrift 1, s. 169 (1888)
- Zur Behandlung der Scheiden- und Gebärmuttervorfälle mittelst Eipessarien bei bestehender Gravidität und Hypertrophie mit Elongation des Collum. Wiener klinische Wochenschrift 1, ss. 194-197 (1888)
- Beiträge zur Therapie und Kasuistik der Uterusrupturen. Wien: A. Hölder, 1889
- Die Indicationsstellung des Kaiserschnittes, nebst casuistischen Beiträgen zur Porro'schen und Sänger'schen Kaiserschnittmethode. Wien. klin. Wchnschr. 2, ss. 614; 635; 655; 670 (1889)
- Hyperemesis gravidarum. Aerztl. Rundschau 5, s. 17 (1895)
- Lehrbuch für Schülerinnen des Hebammenkurses. Wien-Leipzig, 1897
- Lehrbuch für Schülerinnen des Hebammencurses und Nachschlagebuch für Hebammen. 2. Aufl. Wien & Leipzig: W. Braumüller, 1899
- Ueber Ausladungen umschriebener Gebärmutterabschnitte als diagnostisches Zeichen im Anfangsstadium der Schwangerschaft. Wien & Leipzig, 1899
- Lehrbuch der Schülerinnen des Hebammenkurses und Nachschlagebuch für Hebammen. 3. vermehrte Aufl. Wien: W. Braumüller, 1902
- Ueber die Frühdiagnose der Gravidität. Allgemeine Wiener medizinische Zeitung 49, ss. 457; 469; 479 (1904)
- Ueber die Frühdiagnose der Gravidität. Wiener medizinische Wochenschrift 54, ss. 877; 942 (1904)
- Aeussere Doppelhandgriffe zur Stillung von atonischen Postpartumblutungen. Gynäkologische Rundschau 8, ss. 427-431 (1914)
- Zum Vorschlage Hugo Salus' Ueber mein erfolgreiches Verfahren beim Dammschutz. Zentralblatt für Gynäkologie 40, s. 212 (1916)
- Zur Erkennung des frischen Blutergusses in die freie Bauchhöhle nach Ruptur eines ektopischen Fruchtsackes. Zentralblatt für Gynäkologie 47, ss. 920-922 (1923)
- Zur Kritik der Hegar'schen Schwangerschaftszeichen. Zentralblatt für Gynäkologie 49, ss. 1622-1624 (1925)
- Zur Stillung atonischer Postpartumblutungen durch äussere Handgriffe. Wien. klin. Wchnschr. 38, s. 640 (1925)